# Somaya Ramadan
Somaya Yehia Ramadan, född 1951 i Kairo, död 19 augusti 2024 i Kairo, var en egyptisk författare, översättare och akademiker. Hon studerade engelska vid Kairos universitet och erhöll 1983 en filosofie doktor i engelska vid Trinity College, Dublin.
Hennes två första böcker var korta noveller - Khashab wa Nohass (Mässing och Trä, 1995) och Manazel el-Kamar (Månens faser, 1999). Hennes första roman Awraq Al-Nargis (Leaves Of Narcissus) utkom 2001 och belönades med 2001 års pris Naguib Mahfouz Medal for Literature och har översatts till engelska.
Ramadan arbetade också mycket som översättare. Bland hennes mer betydande översättningar märks särskilt Ett eget rum av Virginia Wolf. Hon undervisade i engelska och översättning vid National Academy of Arts i Kairo.

## Verk
1. Ramadan, Somaya (2007) (på engelska). Leaves Of Narcissus: A Modern Arabic Novel. ISBN 978-9774160585